# Thạch Thị Dân
Thạch Thị Dân (sinh năm 1970), người Khmer, là đại biểu Quốc hội Việt Nam khóa 13, thuộc đoàn đại biểu Trà Vinh.